# Hřbitov na Perštýně (Liberec)
Hřbitov na Perštýně je městský hřbitov v Liberci. Nachází se v ulici U Krematoria v městské části Perštýn, nedaleko centra města. Pohřebiště se rozkládá okolo libereckého krematoria.

## Historie

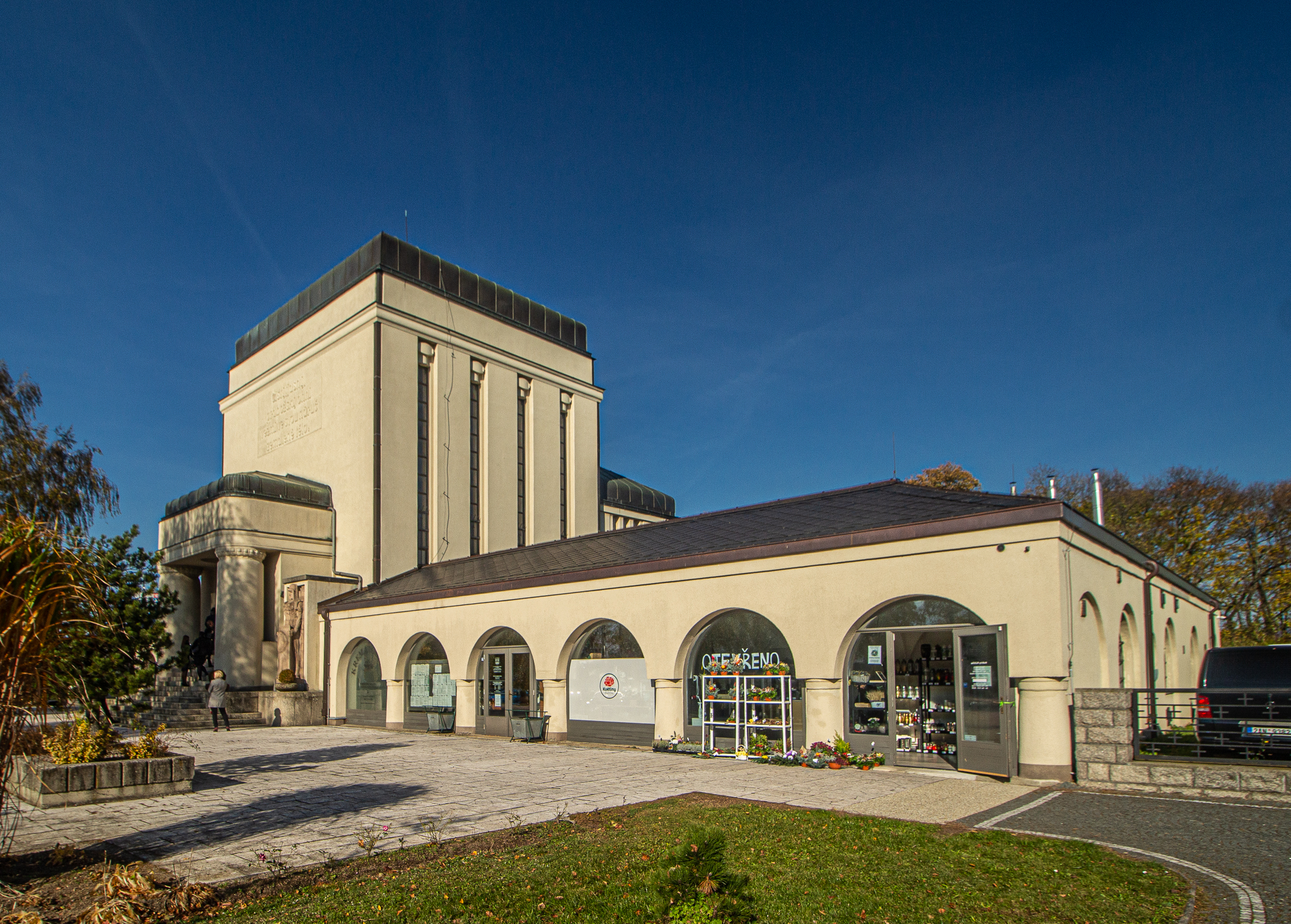
Městské krematorium z roku 1916

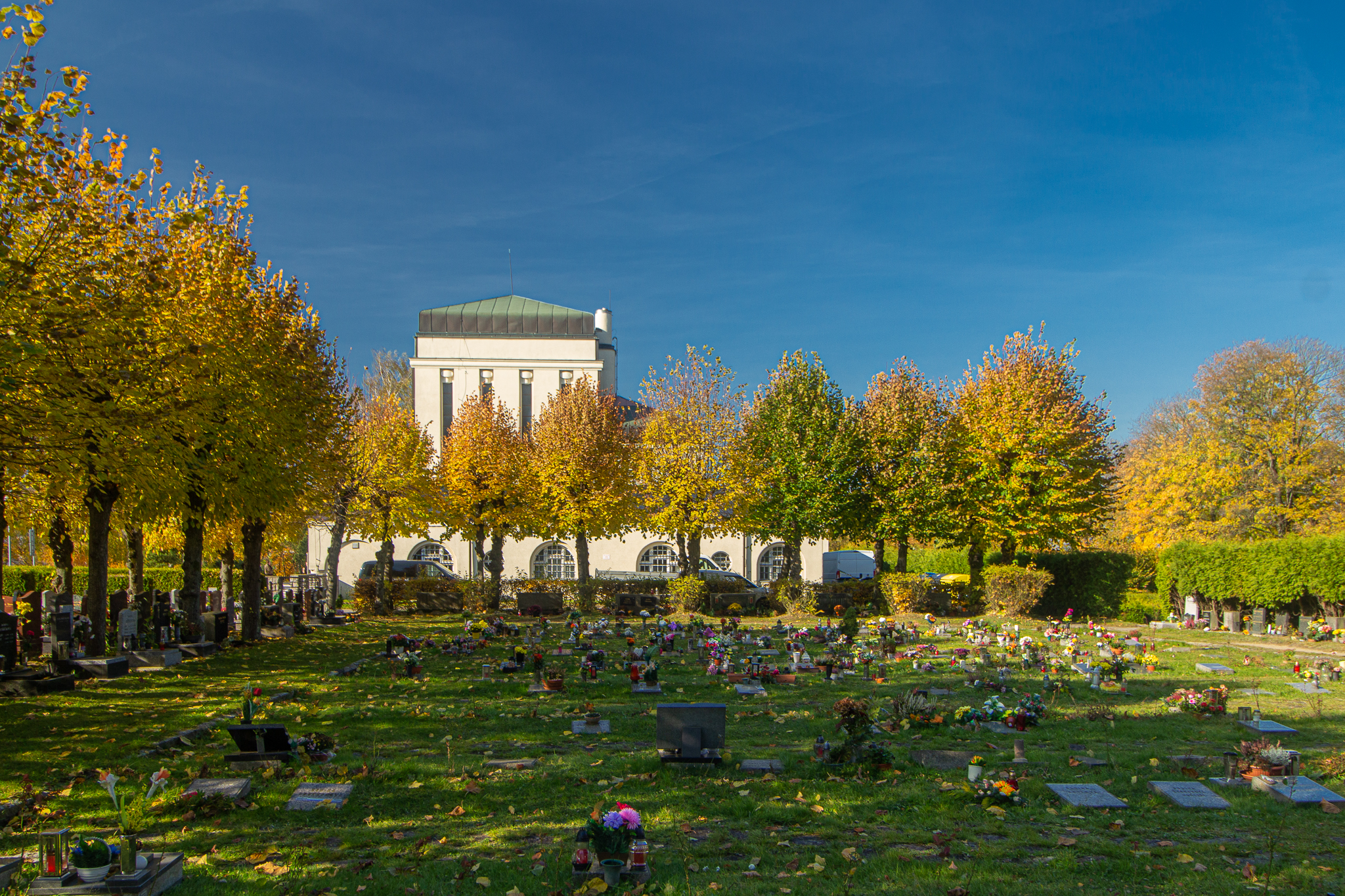
Hřbitov a krematorium

Roku 1921 byl u krematoria postaveného v letech 1915–1916 založen urnový háj s parkovými úpravami podle návrhu architekta Karla Kerla, již roku 1923 byl z kapacitních důvodů rozšířen.
Do začátku 20. století se pohřbívalo především na Městském hřbitově na Starém Městě blíže středu města, k pohřbívání sloužil též tehdy ústřední hřbitov v Ruprechticích a další hřbitovy na okraji města. Areál byl obehnán jednoduchou kamennou zdí. Většina zde vystavěných hrobů slouží k uložení uren.
Roku 1973 byla provedena rozsáhlá přestavba stávajících a stavba nových budov podle návrhu ing. arch. Poříze, další úpravy provedené roku 1994 provedl ing. arch. Janata.